# Tipula (Lunatipula) quadridentata
Tipula (Lunatipula) quadridentata is een tweevleugelige uit de familie langpootmuggen (Tipulidae). De soort komt voor in het Palearctisch gebied.